# Motherless Brooklyn
Motherless Brooklyn é um filme policial do estilo neo-noir de 2019 escrito, produzido, dirigido e estrelado por Edward Norton, baseado na homônima de 1999 de Jonathan Lethem. Situado na cidade de Nova Iorque em 1957, o filme exibe um investigador particular com síndrome de Tourette, que está determinado a resolver o assassinato de seu mentor. Ao lado de Norton, o filme é, também, estrelado por Bruce Willis, Gugu Mbatha-Raw, Bobby Cannavale, Cherry Jones, Alec Baldwin e Willem Dafoe.
Tido como uma paixão criativa desde a leitura de Norton da obra de 1999, o filme levou, aproximadamente, 20 anos pra entrar em produção. Apesar do livro estar alocado num tempo contemporâneo, Norton sentiu que o diálogo e o enredo tinham uma configuração de film noir, o que levou a situá-lo na década de 1950. Em fevereiro de 2018, demais integrantes do elenco entraram para a produção e, no mesmo mês, as gravações foram iniciadas.
O filme foi estreado no Festival de Cinema de Telluride, em 30 de agosto de 2019, e foi lançado nos Estados Unidos em 1 de novembro de 2019, por intermédio da Warner Bros. Pictures.

## Elenco
- Edward Norton como Lionel Essrog
- Bruce Willis como Frank Minna
- Gugu Mbatha-Raw como Laura Rose
- Alec Baldwin como Moses Randolph
- Willem Dafoe como Paul Randolph
- Bobby Cannavale como Tony Vermonte
- Cherry Jones como Gabby Horowitz
- Michael K. Williams como Trumpet Man
- Leslie Mann como Julia Minna
- Ethan Suplee como Gilbert Coney
- Dallas Roberts como Danny Fantl
- Josh Pais como William Lieberman
- Robert Wisdom como Billy Rose
- Fisher Stevens como Lou

## Recepção crítica
No agregador de avaliações Rotten Tomatoes, Motherless Brooklyn conta com aprovação de 63%, baseada em 160 críticas, e uma média de 6,28/10. No Metacritic, o filme tem uma nota de 60 de 100 pontos, baseada em 35 críticas que indicam "avaliações mistas".